# Ritual (musikgrupp)

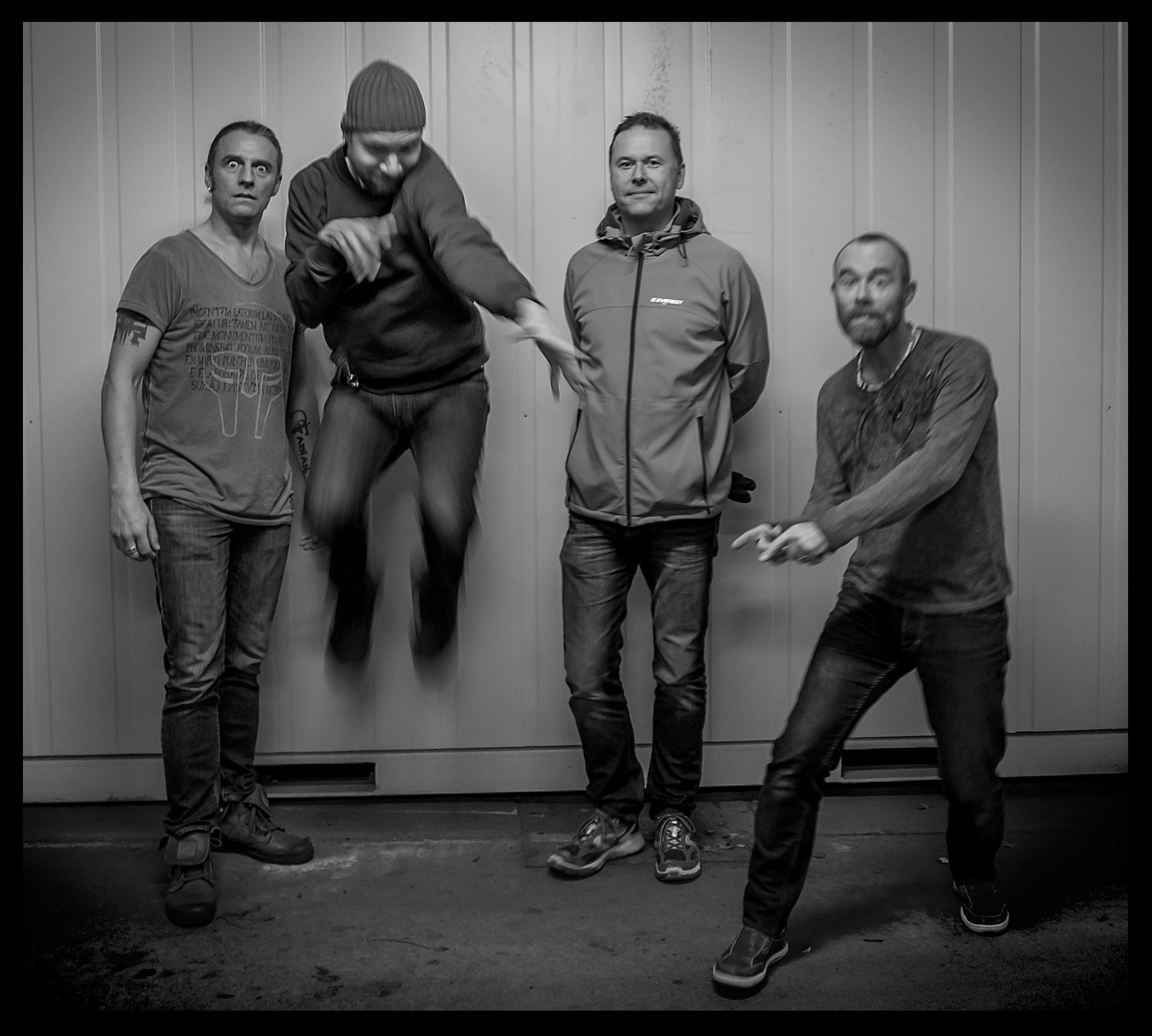
Ritual (från höger): Patrik Lundström, Fredrik Lindqvist, Johan Nordgren, Jon Gamble

Ritual är ett progressivt rockband från Stockholm, Sverige. 

## Historik
Ritual bildades i Stockholm 1993. Influerade lika mycket av 70-talets storheter inom progressiv rock och hårdrock, som av samtida band som XTC, The Police och It Bites, skapade Ritual sin egen version av progressiv rockmusik. Karakteristiken för bandets sound var framträdande redan på debutalbumet från 1996: sångbaserat, melodiskt och intensivt, med en stor stilistisk variation, och rikligt med folkmusikinfluenser. Det senare inslaget beror kanske inte minst på bandets frekventa användning av akustiska instrument som bouzouki, mandola, whistles och nyckelharpa. Låtar som "Seasong For The Moominpappa" och "A Little More Like Me" visade också något som skulle komma att bli ett signum för bandet: texter inspirerade av Tove Janssons Muminberättelser. Detta kulminerade på albumet ”The Hemulic Voluntary Band” från 2008, där fem av sex låtar hämtade inspiration från Tove Janssons verk, bl.a. den 26 minuter långa ”A Dangerous Journey” (baserad på Janssons bilderbok "Den farliga resan").
Ritual har under åren genomfört ett flertal turnéer runt om i Europa och gjort framträdanden på internationella festivaler som Rites Of Spring Fest i USA och Baja Prog i Mexiko.

## Medlemmar
- Fredrik Lindqvist - elbas, bouzouki, flöjter, hackbräde, körsång m.m.
- Patrik Lundström - leadsång och gitarr
- Jon Gamble - keyboards, körsång
- Johan Nordgren - trummor, nyckelharpa, körsång

## Diskografi
- 1996 - Ritual
- 1999 - Superb Birth
- 2003 - Think Like A Mountain
- 2006 - Ritual Live (livealbum)
- 2007 - The Hemulic Voluntary Band
- 2020 - Glimpses from The Story of Mr. Bogd (EP)